# Hastati
Les hastati (sing. hastatus) sont une unité militaire de la Rome antique, composée d'hommes jeunes, bien entraînés et extrêmement efficaces. Ils forment la première ligne de l'unité tactique, appelé le « triplex acies », de la légion républicaine, puis la cohorte après la réforme de Marius.

## Évolution
Les hastati étaient sous la Rome royale des Tarquins des « porteurs de hasta » (la lance). Avec la réforme du dictateur Marcus Furius Camilius (Camille) qui faisait suite à la désastreuse bataille de l'Allia contre une armée gauloise conduite par Brennus en 390 ou 387 av. J.-C., les combattants-citoyens furent répartis en 6 Censes, ou classes, selon leur revenus. Les hastati se situaient à la troisième classe, et placés devant les Principes plus âgés. Ils combattaient à l'aide de la hasta en défense et du gladius en mêlée après avoir lancé leurs pila. Leur casque, probablement à plumes, était dérivé de modèles celtiques comme le montefortino à panache adopté par les principes, et était en fer, comme les bordés de leur scutum, et poli de manière à dévier les coups d'épée (notamment les redoutables coups d'estoc des épées longues celtes). Ils reviendront plus tard au bronze, et la hasta sera abandonnée au profit des seuls triaires.

## Équipement lors des guerres puniques

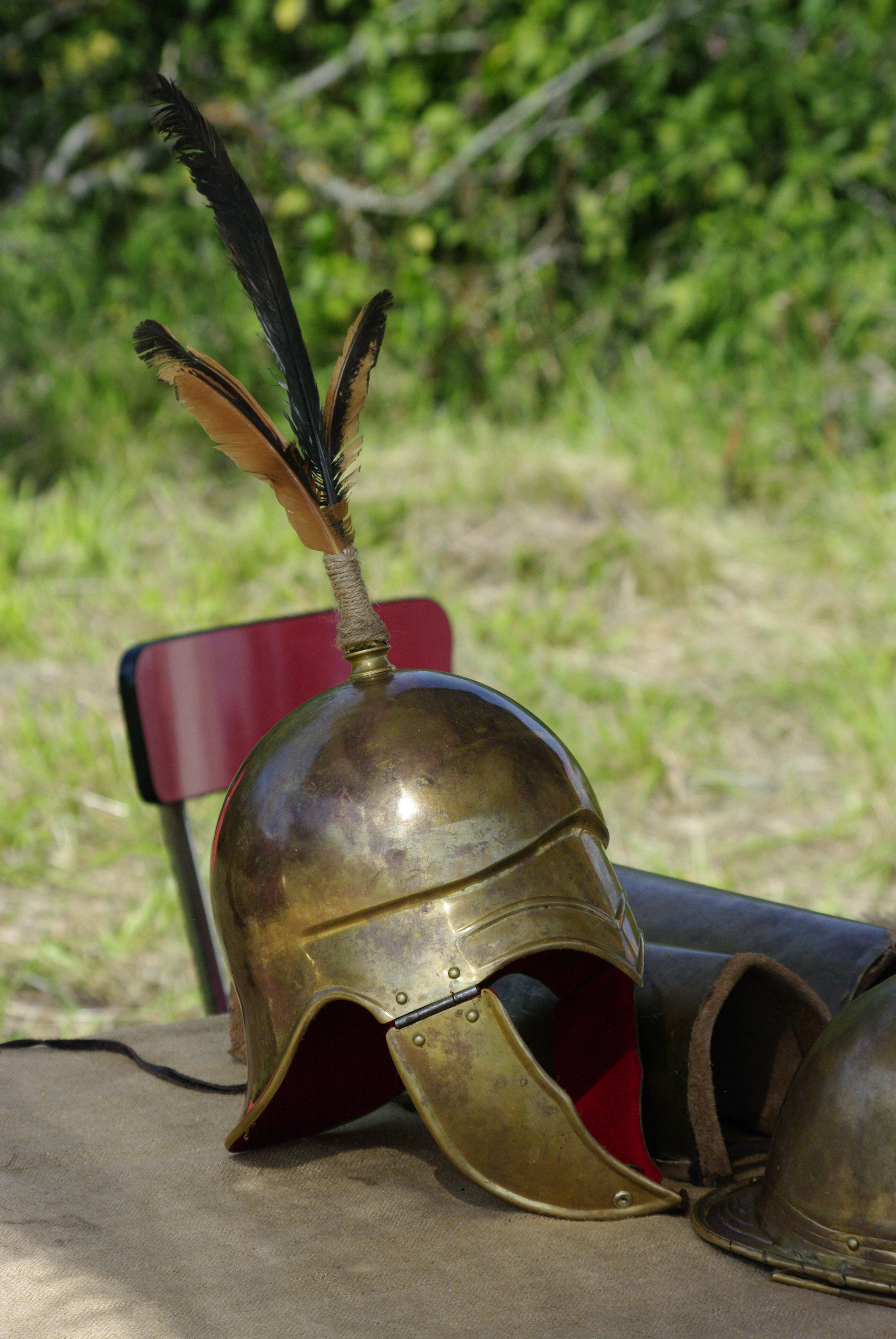
Casque de reconstitution d'un hastati du lors des Arveniales 2012

Les Hastati de la seconde période décrits par Polybe dans ses Histoires, datent des guerres puniques et des réformes de Scipion l'Africain en Espagne. Ils disposent toujours d'un scutum convexe, fait de deux planches collées ensemble, recouvert de toile épaisse, puis de peau de veau, peint selon les emblèmes de la légion, et renforcé par un bossage central de fer, qui protège notamment la main du porteur. Ils portent contre la cuisse droite un gladius hispaniensis, épée décrite comme ayant une pointe très aiguisée, et des bords très tranchants car la lame est bien trempée, et plus courte que l'ancien gladius italique. Ils disposent de deux pila (singulier : pilum) de taille différente, un grand à section carrée ou ronde, qui en pratique remplace la hasta et est utilisable en défense, plus qu'à être lancé (2,10 m et environ 8 kg selon certaines reconstitutions). Le second est plus léger et ne sert que de javelot. Tous deux ont une longue hampe (près la moitié de la longueur totale) solidement fixée au manche avec à l'extrémité une pointe en fer courte, de manière à se plier après impact et ne pas resservir pour l'ennemi. Leur jambe gauche est protégée par une cnémide en bronze. Il est décrit également qu'ils portaient un casque en bronze paré de trois plumes rouges ou noires, et une plaque en bronze sur la poitrine, le « protège-cœur », bien que les citoyens ayant des biens évalués à 10 000 drachmes puissent s'offrir une cotte de mailles (lorica hamata).

## Tactique
Les hastati combattent en utilisant une combinaison du pilum (javelot lourd conçu pour percer les armures et les boucliers adverses), lancé juste avant le corps à corps, ou du plus grand comme lance, rôle tenu autrefois par la hasta (d'où leur nom hastati) et le fameux glaive (gladius, épée courte) qui est utilisé en mêlée comme arme d'estoc et de taille, en tenant le grand scutum convexe et symétrique très près du corps.

Au temps des guerres que Rome livra à ses voisins, après les réformes de Camille, les hastati étaient répartis en lignes séparées par un faible espace et chaque manipule se voyait adjoindre 20 leves, jeunes javeliniers légers qui seront ultérieurement remplacés par les vélites.
Les hastati au sein du « triplex acies » sont organisés en une première ligne de dix manipules formées de deux centuries chacune (en pratique une soixantaine d'hommes à l'époque de Polybe) sont séparées par un large espace formant un damier avec la seconde ligne des principes (le « quincux »). Cet espace est mis à profit par les vélites pour se replier en cas de contre-attaque. Cette organisation est probablement due à Scipion et fut très utile contre les éléphants Carthaginois à Zama. Les Hastati, malgré leur jeunesse, était déjà des combattants relativement expérimentés, contrairement aux Vélites. Ils pouvaient se ranger à portée de l'ennemi tandis que les vélites passaient à l'attaque, et attendre la contre-attaque ennemie en serrant leurs boucliers, ne laissant d'espace que la pointe de leur pilum lourd, utilisé à la manière des phalanges, tandis que les hastati du second et troisième rang lançaient de derrière les leurs lorsque l'ennemi arrivait au contact.
Lorsque les hastati attaquaient, ils couraient à l'ennemi jusqu'à arriver à mi-distance de leurs lignes, puis lançaient leur pilums avant de se ruer au contact avec leur glaive. Lors d'une bataille prolongée en mêlée, les hastati lorsqu'ils commençaient à perdre pied, pouvaient se replier et se reformer derrière les principes, qui à leur tour poursuivaient le combat. Cette tactique permettaient aux jeunes combattants de s'aguerrir et de disposer toujours de combattants frais en première ligne.